# Finis Belli (1585)
«Finis Belli» (1585) (лат. "Кінець війни", ісп. "Fin de la Guerra", фр. Fin de la Guerre) військовий корабель нідерландських повстанців, який використали при облозі Антверпен іспанським військом Олессандро Пармського (1585).
Посеред дерев'яного корпусу містилась велика башта для гармат і тисячі мушкетерів. Частково вона була покрита залізними листами. Захисники міста мали надію, що важкий панцирний корабель зможе протистояти іспанцям, що вони виразили у його назві. При першому використанні важкий корабель сів на мілину, звідки було важко завдавати втрат іспанцям. Попри значні зусилля захисникам не вдалось зрушити його з місця, й у серпні 1585 місто капітулювало.